# Kraftwerk Harrsele
Das Kraftwerk Harrsele ist ein Wasserkraftwerk in der Gemeinde Vännäs, Provinz Västerbottens län, Schweden, das am Ume älv liegt. Es ging 1957 in Betrieb. Das Kraftwerk ist im Besitz von Statkraft (50,57 %) und Holmen Energi (49,43 %).

## Absperrbauwerk
Das Absperrbauwerk besteht aus einer Gewichtsstaumauer aus Beton mit einer Höhe von 28 m. Die Wehranlage mit den zwei Wehrfeldern befindet sich auf der linken Seite, das Maschinenhaus auf der rechten Seite.
Das Stauziel liegt zwischen 143,5 und 145 m über dem Meeresspiegel. Der Stausee erstreckt sich über eine Fläche von 2 km².

## Kraftwerk
Das Kraftwerk ging 1957 in Betrieb. Es verfügt mit drei Francis-Turbinen über eine installierte Leistung von 203 (bzw. 210,6 217 oder 223) MW. Die durchschnittliche Jahreserzeugung liegt bei 933 (bzw. 950 959 oder 970) Mio. kWh.
Die Turbinen wurden von Kværner geliefert. Sie leisten jeweils 70,2 MW; ihre Nenndrehzahl liegt bei 125 Umdrehungen pro Minute. Die Fallhöhe beträgt 52,6 (bzw. 54,5 oder 55) m. Der maximale Durchfluss liegt bei 450 m³/s.